# 経済局 (琉球政府)
経済局（けいざいきょく）は、琉球政府の行政事務部局のひとつ。各種産業や貿易を所管した。
1953年4月1日の機構改革において、資源局や商工局の業務を統合したものである。1965年8月1日に農林局と通商産業局に分離された。

## 所掌事務
経済局の所掌事務は以下の通りである（1961年8月1日現在）
- 農業に関すること
- 林業に関すること
- 畜産業に関すること
- 水産業に関すること
- 工業に関すること
- 鉱業に関すること
- 商業に関すること
- 外資に関すること
- 観光に関すること
- 海外移住に関すること
- 計量に関すること

## 組織
経済局の組織は以下の通りである（1961年8月1日現在）。外局はない。

### 内部部局
- 庶務課
- 農務課
- 農業改良課
- 特産課
- 協同組合課
- 畜産課
- 農地課
- 林務課
- 水産課
- 商工課
- 貿易課
- 観光課
- 移住課

### 支分部局
- 営林署
- 耕地事務所
- 農業改良普及所

### 附属機関
- 計量検定所
- 農業試験場
- 模範農場
- 林業試験場
- 水産研究所
- 家畜衛生試験場
- 動物検疫所
- 植物防疫所
- 物産検査所
- 種苗場
- 工業研究指導所
- 移住地駐在所
- 移住あっせん所